# Emeterio Pantaleón
El general Emeterio Pantaleón García fue un militar mexicano que participó en la Revolución mexicana. Nació en Olinalá, Guerrero en 1897. Se unió a la lucha suriana la edad de 15 años en 1912. A los 18 años se convirtió en el general zapatista más joven. Participó en 55 acciones de guerra, ganando de estas 53 durante la revolución dejando la lucha en 1919 a causa de las heridas recibidas. Durante los años sesenta participó en varias manifestaciones campesinas. Encabezó manifestaciones durante el gobierno de Carlos Salinas de Gortari y recibió en 2002 a la caravana neozapatista que llegó a su pueblo. Llegó a ser el último general del Ejército Libertador del Sur en quedar vivo después de la Revolución mexicana. Participó rememorando sus anécdotas en el largometraje documental Los Últimos Zapatistas del cineasta morelense Francesco Taboada Tabone. Producido por Manuel Peñafiel. Murió el 5 de marzo de 2002 a la edad de los 105 años en Anenecuilco, Morelos. 